# The Big Sleep
The Big Sleep é a segunda versão cinematográfica do romance policial de mesmo nome, de autoria de Raymond Chandler. O filme foi produzido pela Incorporated Television Company (ITC) e dirigido por Michael Winner e estreou no dia 13 de março de 1978, em Nova Iorque.

## Sinopse
A ação se passa em Londres, ao contrário do livro, onde a ação se passa na Califórnia. O filme trata de assuntos que não haviam sido tratados na versão de 1946, como homossexualidade, pornografia e nudez.
O General Sternwood (James Stewart) contrata o detetive particular durão Philip Marlowe para investigar quem o está chantageando. A investigação de Marlowe sobre o pornógrafo homossexual Arthur Geiger é uma trilha repleta de caracteres suspeitos, muitos dos quais misteriosamente morrem. No caso, Marlowe descobre a verdade sobre as filhas do General, Charlotte (Sarah Miles) e Carmilla Sternwood (Candy Clark). Richard Boone é o capanga mal-encarado.

## Elenco
| Ator / Atriz   | Personagem          |
| -------------- | ------------------- |
| Robert Mitchum | Philip Marlowe      |
| Sarah Miles    | Charlotte Sternwood |
| Richard Boone  | Lash Canino         |
| Candy Clark    | Camilla Sternwood   |
| Joan Collins   | Agnes Lozelle       |
| Edward Fox     | Joe Brody           |
| John Mills     | Inspetor Jim Carson |
| James Stewart  | General Sternwood   |
| Oliver Reed    | Eddie Mars          |
| Harry Andrews  | Norris              |
| Colin Blakely  | Harry Jones         |
| Richard Todd   | Comandante Barker   |
| Diana Quick    | Mona Grant          |
| James Donald   | Inspetor Gregory    |
| John Justin    | Arthur Geiger       |